# Emmanuelle Devos
Emmanuelle Devos, född 10 maj 1964 i Puteaux, Île-de-France, är en fransk skådespelerska.

## Utmärkelser
Devos har bland annat vunnit Césarpriset för bästa kvinnliga huvudroll 2002 för Sur mes lèvres.

## Roller i urval
- 2001 – Sur mes lèvres
- 2003 – Det är lättare för en kamel...
- 2004 – Kung och drottning
- 2005 – Mitt hjärtas förlorade slag
- 2007 – Ceux qui restent
- 2008 – En julberättelse
- 2009 – Coco – livet före Chanel
- 2013 – Violette